# Denkershäuser Teich
Der Denkershäuser Teich ist ein durch einen Erdfall entstandenes Stillgewässer, das am westlichen Ortsrand des namengebenden Denkershausen liegt, etwa 4 km nordöstlich von Northeim, Niedersachsen. Bei einer Länge von etwa 700 Metern hat der Weiher nur eine Tiefe von gut zwei Metern.

## Entstehung
Dieser „Teich“ ist, anders als die von Menschen angelegte Kiesteiche der Northeimer Seenplatte, die etwa vier Kilometer westlich liegen, durch einen natürlichen geologischen Prozess entstanden. Durch Subrosion einer unterirdischen Zechsteinschicht senkte sich das Terrain, in der Mulde bildete sich der Weiher. Er hat keinen oberirdischen Abfluss.
Durch Anlage eines Wassergrabens in den Jahren 1857–63 und durch eine zweite Entwässerungsaktion in den Jahren 1928–30 wurde der Seespiegel um rund 1 m abgesenkt, wodurch sich die Wasserfläche von rund 100 ha auf rund 5 ha reduzierte. Ziel der Maßnahmen war die Schaffung landwirtschaftlicher Flächen. Aus der früheren Seefläche entstanden im Wesentlichen Wiesen, da es sich bei den Böden um Aueboden und Gley anstelle des sonst in der Gegend verbreiteten Lössbodens handelt.
Der Grund des Einbruchbeckens besteht aus einem bis zu 12 m mächtigen Flachmoortorf. Nach dem Zweiten Weltkrieg plante die Stadt Northeim den Abbau des Torfes als Zulieferung für Moorbadzwecke in Bad Grund. Der Plan wurde verworfen, als Analysen eine hierfür ungeeignete Zusammensetzung mit zu geringer Huminsäuren-Konzentration ergaben. Die Bezirksregierung Hildesheim verordnete den Naturschutz 1948.

## Naturschutz
Das hier entstandene Großseggenried, das im Uferbereich Röhrichtcharakter hat, ist ein in dieser Region seltenes Biotop und steht daher unter Naturschutz. Die ausgewiesene Naturschutzfläche von nur acht Hektar umfasst über die reine Teichfläche hinaus auch eine sich anschließende Feuchtwiesenzone.
Charakteristische Brutvogelarten sind hier Teichralle, Blässhuhn, Rohrammer und Rohrsängerarten. Zu den nachgewiesenen Fischarten zählen Brachse, Rotfeder und Plötze. Unter den Amphibien finden sich Laubfrosch und Teichmolch.